# Autostrada A2 (Francja)
Autostrada A2 (fr. Autoroute A2) – autostrada we Francji w ciągu trasy europejskiej E19.

## Informacje ogólne
Autostrada A2 jest odgałęzieniem autostrady A1 w kierunku Cambrai i Valenciennes. Stanowi część połączenia Paryża ze wschodnią Belgią oraz jej stolicą – Brukselą. Na całej długości autostrady istnieją dwa pasy ruchu w każdą stronę, jedynie w okolicy Valenciennes autostrada posiada trzy pasy. Całkowita długość autostrady wynosi 76 km, długość odcinka płatnego wynosi 36 km. Operatorem odcinka płatnego jest firma Sanef. Punkty poboru opłat (fr. Gare de péage) znajdują się na każdym z wjazdów/zjazdów oraz na końcu płatnego odcinka w Thun-l’Évêque.

## Przebieg trasy
A2 odgałęzia się od autostrady A1 w okolicy miejscowości Combles i biegnie na północny wschód. Przed Cambrai krzyżuje się z autostradą A26, omija miasto od północnego zachodu. Dalej biegnie południowo-wschodnim skrajem Basenu Górniczego przez miasto Denain. Na południowo-zachodnich obrzeżach Valenciennes łączy się z autostradą A23 z Lille, obiega miasto od południa i przecina granicę francusko-belgijską w okolicy miasta Hensies.